# Oh My God! What Have I Done?
Oh My God! What Have I Done? är den svenska indiegruppen Hell on Wheels andra album. Skivan producerades av Pelle Gunnerfeldt och gavs ut 2003.
Albumet gav upphov till singlarna "It's Wrong Being a Boy", "Halos are Holes Made of Space", "Nothing is Left" och "Our Sweetness has Become a Problem".
Skivan släpptes även i Japan 2004 med extraspår och en annan låtordning.

## Låtlista

### Oh My God! What Have I Done?, NONSCD 93
1. "She Was a Milkmaid and I Was a Gentleman" (Rickard Lindgren, Hell on Wheels) - 3:25
2. "Halos Are Holes Made of Space" (Rickard Lindgren, Hell on Wheels) - 3:55
3. "Nothing Is Left" (Rickard Lindgren, Hell on Wheels) - 3:32
4. "Our Sweetness Has Become a Problem" (Rickard Lindgren, Hell on Wheels) - 5:58
5. "A Summer Killing a Spring" (Rickard Lindgren, Hell on Wheels) - 3:22
6. "It's Wrong Being a Boy" (Rickard Lindgren, Hell on Wheels) - 3:44
7. "Oh My God What Have I Done?" (Rickard Lindgren, Hell on Wheels) - 3:52
8. "Whatever You Ask of Me" (Rickard Lindgren, Hell on Wheels) - 2:42
9. "At the Mill" (Rickard Lindgren, Hell on Wheels) - 4:01

### Oh My God! What Have I Done?, LSCD-0007
1. "Halos Are Holes Made of Space" (Rickard Lindgren, Hell on Wheels) - 3:55
2. "It's Wrong Being a Boy" (Rickard Lindgren, Hell on Wheels) - 3:44
3. " A Summer Killing a Spring" (Rickard Lindgren, Hell on Wheels) - 3:22
4. "Nothing Is Left" (Rickard Lindgren, Hell on Wheels) - 3:32
5. "Our Sweetness Has Become a Problem" (Rickard Lindgren, Hell on Wheels) - 5:58
6. "She Was a Milkmaid and I Was a Gentleman" (Rickard Lindgren, Hell on Wheels) - 3:25
7. "Oh My God What Have I Done?" (Rickard Lindgren, Hell on Wheels) - 3:52
8. "Whatever You Ask of Me" (Rickard Lindgren, Hell on Wheels) - 2:42
9. "At the Mill" (Rickard Lindgren, Hell on Wheels) - 4:01
10. "The Chills" (Rickard Lindgren, Hell on Wheels) - 3:47
11. "Dig dig dig"  (Rickard Lindgren, Hell on Wheels) - 3:18